# Donella Del Monaco
Donella Del Monaco (Villorba, 1947) è una cantante italiana.

## Formazione e percorso musicale
Donella Del Monaco, nata a Villorba in provincia di Treviso, si laurea in Architettura con Ignazio Gardella all'Università di Venezia.
Nel 1993 si trasferisce a Lussemburgo, dove attualmente risiede, e fonda l'etichetta discografica Opus AvanTra studium con la quale edita alcuni dei suoi album discografici.
La sua formazione musicale è complessa: comincia a studiare canto giovanissima con il padre Marcello che teneva a Treviso una Scuola Internazionale di canto lirico ed in seguito anche con lo zio, il tenore Mario Del Monaco. Ma accanto al repertorio lirico e concertistico tradizionale, Donella affianca lo studio e l'interesse per le varie possibilità timbriche ed espressive della voce costruendo un percorso artistico personale, “diverso”, di cantante-autrice-ricercatrice sia nell'incontro con la musica d'avanguardia sia nella ricerca e rivalutazione nell'ambito dell'antica cultura veneziana e veneta.
È autrice dei testi di tutti i lavori Opus Avantra e in veste di compositrice ha realizzato il CD Shakespeare Ballet, musiche per il balletto Il sogno veneto di Shakespeare presentato all'Arena di Verona nella stagione 2005.
Nel 1974 inizia un percorso all'interno della musica contemporanea alla Biennale Musica di Venezia 1975-76-79 e vari Festivals e Rassegne di Musica Contemporanea per i quali è stata chiamata ad interpretare opere dei maggiori compositori contemporanei (tra cui Salvatore Sciarrino, Sylvano Bussotti, John Cage, Luigi Nono, Marco Tutino, Azio Corghi) presentando opere in prima esecuzione mondiale, alcune delle quali scritte per lei. Sempre nel 1974 fonda il gruppo, Opus Avantra tra la classica e il rock.
Nel 1975 inizia il suo percorso come cantante d'opera e due anni dopo, nel 1977, inizia la ricerca e la riproposta delle canzoni da battello del Settecento veneziano. Nel periodo dal 1980 al 2005 prosegue l'attività concertistica e tra il 2004 e il 2010 organizza gli Incontri veneziani di Musica e Filosofia in collaborazione con l'Università veneziana di Ca' Foscari dip. Filosofia e la Biennale Musica l'etichetta discografica OpusAvantra studium di ricerca nell'ambito del neo-prog e delle nuove tendenze.
Nel 2008 assume la direzione artistica del festival trevigiano sulla cultura del XX secolo "Finestre sul Novecento", carica che mantiene fino al 2015 quando avvia il salotto culturale Chez Donella (Treviso) ideato insieme al compositore Paolo Troncon, che si occupa di approfondimenti musicologici, filosofici e letterari.
La sua discografia comprende 19 tra album e CD incisi nel periodo tra il 1974 e il 2019.

## Opus AvanTra
Insieme al compositore e pianista Alfredo Tisocco e all'ideologo Giorgio Bisotto, nel 1974 fonda il gruppo musicale di ricerca Opus AvanTra (Avanguardia e Tradizione) formato da un gruppo di musicisti classici con il progetto di fondere e interscambiare apporti di aree musicali diverse che vanno dalla musica classica all'avanguardia, al rock, alla canzone, alla pura sperimentazione. L'idea di rompere i confini tra i generi musicali, di sovrapporre elementi provenienti dal mondo classico alle nuove espressioni musicali rock e di fondere elementi colti e popolari, anticipa la sensibilità del post-modern che verrà espressa chiaramente solo nel 1979 dal libro di Jean-François Lyotard La concezione postmoderna. Nel 1980, l'anno in cui scoppia la rivoluzione del post-modern alla Biennale di Venezia a opera dell'architetto Paolo Portoghesi, Donella è presente invitata dall'allora direttore della Biennale Teatro, Maurizio Scaparro, per presentare le sue canzoni da battello orchestrate da Salvatore Sciarrino all'interno del famoso "Teatro del mondo", un teatro in legno galleggiante commissionato da Portoghesi all'architetto Aldo Rossi come simbolo della nuova sensibilità estetica. Il Teatro è partito dalla Punta della dogana a Venezia per arrivare fino a Doubrovnik lungo la costa dalmata seguito dalla stampa internazionale. In quella circostanza Biennale Architettura e Teatro si unirono nell'idea di collegare valore storico a reinterpretazione contemporanea. Questa idea estetica di fusione tra la memoria storica della grande cultura occidentale con il linguaggio della comunicazione contemporanea segnerà il percorso compositivo di tutti i lavori Opus Avantra che vedranno un successivo sviluppo e approfondimento grazie alla collaborazione con il compositore Paolo Troncon nei due lavori Venetia et Anima e Rosa Rosae.
I primi CD incisi dal gruppo Opus Avantra e prodotti da Renato Marengo – Introspezione, Lord Cromwell, Strata e Lyrics – appartenenti al genere progressive, diventano subito un cult e continuano a tutt'oggi a essere ristampati e richiesti da molti collezionisti. Nell'area internazionale della musica progressive Opus AvanTra viene considerato un gruppo unico nel suo genere per la graffiante originalità e per la complessità artistica.
Ha inciso anche Fragments, una raccolta delle composizioni che hanno segnato la “storia” creativa della cantante attraverso i vari generi musicali; il Cd contiene due brani inediti del gruppo Opus AvanTra (usciti nel 1974 in 45 giri e mai più ristampati).
Tramite l'etichetta Opus AvanTra studium - Luxembourg, nel 2003 riprende la ricerca del gruppo Opus AvanTra con una nuova esperienza musicale raccolta nel CD Venetia et anima realizzato in collaborazione con il compositore Paolo Troncon (già direttore dei Conservatori di Vicenza e Castelfranco Veneto): un lavoro sia di scrittura sia di improvvisazione di gruppo, basato su una nuova concezione ma anche ispirato all'idea Opus AvanTra, una suite di brani sul tema della spiritualità, tra antico e contemporaneo.
Nel 2019 esce Rosa Rosae, sempre in collaborazione con il compositore Paolo Troncon e con la nuova formazione (Mauro Martello flauto, saxofono e duduk, Laura Balbinot violoncello, Paolo Troncon pianoforte, Andrea De Nardi tastiere, Giorgio Cedolin batteria). Vi partecipano quattro illustri ospiti del prog storico: Jenny Sorrenti (Saint Just), Lino Vairetti (Osanna), Alberto Radius e Tony Esposito. Produttore artistico Renato Marengo.
Tra i numerosi concerti si ricordano quello al Teatro Romano di Verona nella rassegna internazionale “Canzone d'Autrice” dove propone brani scelti dal repertorio Opus AvanTra e quello inciso in un DVD nell'aprile 2008, un concerto-evento in Giappone con lo storico gruppo Opus Avantra. Viaggio immaginario, un percorso attraverso i brani più significativi dei quattro CD incisi dal gruppo dal 1974 al 1995 nell'ambito del rock progressivo, dopo l'anteprima a Bucarest in Romania (al teatro Arcub il 20 marzo) è stato proposto a Tokyo al famoso Club Città il 12 aprile 2008. L'ensemble era formato da: Donella Del Monaco (voce), Alfredo Tisocco (tastiere), Giorgio Bisotto (Magister Tenebrarum), Mauro Martello (flauti), Valerio Galla (batteria) con The Opus String Ensemble (due violini, viola, violoncello elettrificati). Viaggio immaginario è un concept-concert velato di una teatralità apparente che accoglie segni ad un tempo gestuali e sonori, sospeso in quell´impalpabile confine fra movimento e suono.

## Opera
Seguendo il filo della tradizione di famiglia ha debuttato anche nel teatro d'opera. Molti sono stati i ruoli interpretati iniziando con Amore e psiche di Salvatore Scarrino, Orfeo di Francesco Carluccio, La partenza dell'argonauta di Panni con la regia di Memè Perlini, Il Prometeo liberato di Francesco Carluccio, Treemonisha di Scott Joplin.
Oltre a opere della tradizione lirica quali Bohéme, Stiffelio, Andrea Chenier, Didone ed Enea, La vedova allegra, Il Flauto magico, La serva padrona, Bastiano e Bastiana, La Grande-duchesse de Gérolstein, La rondine, Der Ferne Klang, Crispino e la Comare, Il Campiello; e in teatri quali La Fenice di Venezia, il Teatro Massimo di Palermo, Il Teatro Comunale di Treviso, il Maggio Musicale Fiorentino, il Teatro Comunale di Genova, il Teatro Regio di Torino, il Teatro Donizetti di Bergamo, il Grand Opera House di Filadelfia, il Deutsches Theater di Monaco.
Nel 1995 partecipa al Festival mondiale di Pyong-Yang con arie di Puccini vincendo il primo premio.

## Canzoni da battello
Accanto al lavoro di ricerca nell'ambito del progressive, già a partire dal 1977, porta avanti uno studio personale sui canti della tradizione veneta; riscopre le Canzoni da Battello del Settecento veneziano e propone al compositore e ricerche Salvatore Sciarrino di arrangiarle: ne esce un raffinato lavoro registrato per la Fonit Cetra con la partecipazione di alcuni strumentisti del Teatro alla Scala. Successivamente, il lavoro di ricerca sulle canzoni colte e popolari veneziane e venete si amplia a più periodi storici, dall'alto Medioevo fino ai giorni nostri e la ricerca musicale si estende al linguaggio. Nei testi poetici e musicali di Donella appaiono stratificazioni linguistiche che evidenziano una storia di crocevia fra Oriente ed Occidente dove la lingua veneta si impasta con il greco, lo slavo, fino a risalire al franco-veneto medievale o addirittura al paleo-veneto di epoca pre-romana. Tale ricerca diviene ri-creazione immaginaria sul filo di antichi fonemi e formule di un viaggio temporale nel passato remoto di una grande civiltà della quale non rimangono che frammenti.
Nel 1980 partecipa alla Biennale Teatro con Maurizio Scaparro in una tournée con il “Teatro del Mondo”: teatrino galleggiante, costruito dall'architetto Aldo Rossi, che rivisitava una tradizione cinquecentesca della Serenissima. Il tour che coprì l'intera costa adriatica fu diretto da Giuseppe Marotta.
È stata invitata al Deutsches Theater di Monaco e al Teatro “Opera Haus” di Filadelfia con il Balletto di Venezia in rappresentanza dell'Italia.
Nel 1989 ha tenuto un concerto al teatro La Fenice di Venezia diretto ancora da Giuseppe Marotta. Le tappe di questo lavoro sono documentate in alcuni CD: Venexia de oro (1999) dove il filo conduttore musicale sono i linguaggi della veneticità dal Medioevo alla contemporaneità,  il lavoro si avvale della partecipazione del poeta Andrea Zanzotto; Merica, Merica (2000), una ricerca dei canti popolari del lavoro e dell'emigrazione con una rielaborazione classica del compositore Paolo Troncon e popolare del gruppo Barbapedana.
Nel 2000 a Parigi all'Espace Cardin propone lo spettacolo Donella Del Monaco chante Paris, Berlin, Venise con coreografie di P. Paolo Koss.

## Concerti e spettacoli di rilievo
L'intensa attività concertistica si dipana dall'opera lirica a concerti tematici:
il concerto teatrale Cabaret Kabarett con i Brettl lieder di Schönberg per il cabaret berlinese del 1901 e una serie di brani desunti dai cabaret letterari del primo Novecento europeo, eseguito in numerosissime rassegne e festivals (CD: Schoenberg Kabarett, Schönberg Kabarett 2).
Il concerto dedicato ad Erik Satie (CD: Chansons Satie con presentazione di Ornella Volta, direttrice del Museo Satie di Parigi) anche in forma di teatro danza con il Balletto del Sud diretto dal coreografo Fredy Franzutti.
Il concerto dedicato ad autori americani del primo Novecento quali Gershwin, Kern, Porter per pianoforte e sax con originali arrangiamenti del compositore Giovanni Sollima.
Il concerto dedicato al filosofo Friedrich Nietzsche con lieder da lui composti o a lui dedicati: intorno a questo concerto la regista francese Simone Benmoussa ha costruito un importante lavoro teatrale, Les Voyageurs, che ha debuttato a Parigi a l'Espace Pierre Cardin nel 1999 e ha avuto più di trenta repliche. In seguito a questo spettacolo è stata invitata da Franco Battiato all'Estate Catanese.
Ha in repertorio i Folksongs di Luciano Berio che ha eseguito sia nella versione orchestrale che in quella da camera.

## Incontri veneziani fra Musica e Filosofia
Presiede l'etichetta discografica “OpusAvantra studium” con sede a Luxembourg fondata nel 1993 che, oltre a una discografia ricercata, promuove anche convegni e incontri musicali di discussione su come alcuni aspetti della musica progressiva abbiano interagito con le diverse tendenze della musica contemporanea del passato e d'oggi. In collaborazione con il dipartimento di Filosofia dell'università Ca’ Foscari di Venezia e con la Biennale Musica, nel 2004 crea “Incontri veneziani fra Musica e Filosofia”. Gli appuntamenti annuali promuovono un dibattito su tematiche musicali ed estetiche della contemporaneità: “L'interprete creativo” (edizione 2004), “Comporre e improvvisare” (edizione 2005), “Con/porre insieme” (edizione 2006), “(S)definire la musica” (edizione 2007); vi hanno partecipano personalità quali Marco De Natale (allora Presidente della Società Italiana di Analisi Musicale) e del mondo progquali Riccardo Storti (Centro Studi Progressive italiano e direttore della rivista “Contrappunti”) e Donato Zoppo (critico e scrittore di progressive), nonché autori contemporanei di ricerca tra i quali Markus Stockhausen ed Elliott Sharp, al quale è stato affidato un workshop creativo (il CD Em/Pyre di Elliott Sharp è in uscita per OpusAvantra studium/RES - Registrazioni e Suoni).

## Festival Finestre sul Novecento
Dal 2008 al 2015 è direttrice artistica del Festival "Finestre sul Novecento" di Treviso, dedicato alla musica e alla cultura del XX secolo. Questi i temi sviluppati:
- 2008: “Mistica del suono” (Quartetto Areteia, ContempoArteEnsemble di Firenze, Opus Avantra Ensemble, Orchestra Conservatorio di Vicenza: Omaggio a Sofia Gubajdulina);
- 2009: “Percorsi musicali contemporanei”. Il canto armonico con Alan Bedin; La barca delle parole con Donella Del Monaco e Paolo Troncon; Brake Drum Percussion; Il pianoforte e il disklavier con Alfredo Tisocco; Interensemble E-quartet;
- 2010: “Metamorfismi”: Identità e alterità. Suoni e profumi dall’Africa con Silvia Belfiore, pianoforte; Percussioni di scuola francese del ‘900 con Thierry Miroglio; Venetia et Anima con Donella Del Monaco e Paolo Troncon; Labirintomare con il gruppo etnico e di ricerca Calicanto;
- 2011: “Europa, se non ora quando?” Around european style con Massimo Mercelli e Thomas Sinigallia, flauto e fisarmonica;
- 2012: "MusiKreativaMente, nuove idee e creazioni". Suoni e profumi del passato tra 800 e 900 con Silvia Belfiore, pianoforte; El fior robà. Canzoni e romanze tra colto e popolare con Tiziana Scandaletti, soprano e Riccardo Piacentini, pianoforte; Metamorfosi della tradizione con il gruppo Interensemble;
- 2013: "Dare forma alle idee". La notazione delle nuove sonorità con Nicola Ciasternino, compositore; Trasformazioni. Nuove idee musicale e nuovi modi di usare la voce con N_Est Wind Ensemble e Jupiter Voices;
- 2014: "Divergenze e sincronie del Novecento". Skrjabin/Piazzolla, concerto; Il tenore italiano, conferenza-concerto; Dall'Estonia alla Sicilia: Pärt, Ravel, Sollima con l'Orchestra Giovani Archi Veneti;
- 2015: "Cheap & Chic". Riflessioni poetico-musicali sugli anni Sessanta. Lavoro di teatro musicale con musiche e testi degli anni Sessanta tra cui testi di Nanni Balestrini. Film muto The general di Buster Keaton con musica dal vivo composta da Marco Dalpane; Circottoni, giocolieri della musica;

## Chez Donella
Nel 2015 fonda insieme al compositore Paolo Troncon '"Chez Donella", un salotto culturale con ospiti di rilievo internazionale nel campo musicale, filosofico, letterario e artistico in genere. Chez Donella è soprattutto un laboratorio delle idee, in cui attraverso l’incontro tra artisti, intellettuali, performer di diversa estrazione artistica e culturale vengono approfonditi e discussi alcuni temi della contemporaneità accanto ad esibizioni artistiche. Alcune delle principali tematiche musicali sono: la trasversalità dei generi, percorsi musicali del presente, aspetti sociali della musica, rapporti con la letteratura, la filosofia, l’estetica. Alcuni tra gli ospiti: lo scrittore Paolo Maurensig, il musicista Franco Mussida (Premiata Forneria Marconi), il cantautore Juri Camisasca, la Nuova Compagnia di Canto Popolare, il musicista Arturo Stalteri (Radio 3 Rai), il cantante Lino Vairetti con il gruppo Osanna, la cantante Jenny Sorrenti (gruppo Saint-Just), il regista Italo Moscati, Guido Bellachioma (direttore della rivista Prog Italia), il musicologo Renzo Cresti, l'arpista Vincenzo Zitello, il filosofo Luigi Vero Tarca, il giornalista Renato Marengo tra gli altri).

## Pubblicazioni
- Marcello del Monaco, il Maestro dei Tenori, Treviso, Diastema Studi e Ricerche 2014, a cura di Donella Del Monaco ed Elena Filini, pp. 240, libro con due CD audio

## Riconoscimenti
Ha vinto il 1º premio al Festival Musicale Mondiale della Corea del Nord in rappresentanza dell'Italia nel 1996 presentando arie di Puccini.
È stata invitata a far parte della giuria del prestigioso “Concorso Internazionale Rackmaninov” di Mosca nel 1997.
È stata invitata a far parte della giuria del “Concorso Internazionale Toti dal Monte” di Treviso nelle edizioni 1996/7/8.
Nel 2018 riceve dal MEI (Etichette discografiche indipendenti) e dalla rivista musicale Prog Italia il Premio alla carriera per il suo progetto Opus AvanTra.

## Discografia

### Con il gruppo Opus Avantra
- 1974: Introspezione  (etichetta Trident Records)
- 1975: Lord Cromwell  (etichetta Artis Records)
- 1989: Strata (etichetta Artis Records)
- 1995: Lyrics (etichetta Artis Records)
- 2019: Rosa Rosae (etichetta M.P. & Records)

### In altri lavori
- 1977: 12 Canzoni da battello di Salvatore Sciarrino (etichetta Fonit Cetra)
- 1978: Schoenberg Kabarett  (etichetta Cramps)
- 1980: Musica Contemporanea (etichetta Fonit Cetra)
- 1984: Venetian Ballads (etichetta Artis Records)
- 1985: Il carnevale di Venezia (etichetta Holly Records)

Con etichetta OpusAvantra studium - Luxembourg
- 1997: Chansons Satie. The best songs of Erik Satie
- 1998: Berio Folk songs
- 1999: Venexia de oro. Itinerario venetico di canzoni e testi dalle Crociate a fine millennio
- 2000: Merica Merica. Canti di tradizione orale, dell'emigrazione veneta e della Marca Trevigiana
- 2002: Fragments 1975-2002
- 2003: Venetia et anima
- 2005: Shakespeare Ballet
- 2007: Canzoni da battello del Settecento veneziano
- 2008: Elliott Sharp. Em/Pyre

edizioni giapponesi (etichetta Strange Days)
- 2008: Introspezione, Lord Cromwell, Strata, Lyrics, Schönberg Kabarett 1